# (11194) Mirna
(11194) Mirna (1998 YE) – planetoida z pasa głównego asteroid okrążająca Słońce w ciągu 3 lat i 150 dni w średniej odległości 2,27 j.a. Została odkryta 16 grudnia 1998 roku.